# Zographus oculator
Zographus oculator es una especie de escarabajo longicornio del género Zographus, tribu Sternotomini, subfamilia Lamiinae. Fue descrita científicamente por Fabricius en 1775.

## Descripción
Mide 29-38 milímetros de longitud.

## Distribución
Se distribuye por Namibia y Sudáfrica.